# Хосе Луис Родригез Запатеро
Хосе Луис Родригез Запатеро (шп. Jose Luis Rodriguez Zapatero; Ваљадолид, 4. августа 1960) бивши је председник Владе Шпаније. Запатеро је победио на изборима два пута заредом, први пут 2004. године и поново 2008. године од када његова Социјалистичка партија има већину у шпанском Кортесу.

## Биографија
Хосе Луис Родригез Запатеро рођен је у Ваљадолиду, као син Хуана Родригеза Гарсије-Лозана и Марије де ла Пурификасион Запатеро и Валеро. Његов деда по оцу Хуан Родригез и Лозано, био је републикански капетан, којег су стрељали припадници Франкове Националне армије.
Године 1982. дипломирао је право на Универзитету у Леону, где је се и запослио као асистент на предмету Уставно право. У Леону је 1981. године упознао и своју будућу жену Сонсолес Еспиносу. Венчали су се 1990. године и имају две кћерке Лауру (1993) и Албу (1995).
Запатеро и његова породица били су симпатизери Комунистичке партије, једине организоване партије пре Франкове смрти 1975. године. Запатеро постаје члан Социјалистичке партије Шпаније, 23. фебруара 1979. године. Импресије које је у њему изазвао Фелипе Гонзалез биле су кључне за његову одлуку да приступи партији. У 1982. години постаје председник омладинске организације социјалиста у покрајини Леон. На изборима 1986. године изабран је у Кортес, чиме постаје најмлађи посланик.
На изборима 2000. године, Социјалистичка партија је изгубила на изборима други пут заредом од Азнарове Народне партије. Запатеро је задржао своје место, али је Социјалистичка партија освојила само 125 места, 16 мање него на изборима 1996. године. Запатеро одлучује да се кандидује за генералног секретара. Заједно са неким својим партијским колегама, основао је нову фракцију унутар партије названу Нови пут (Nueva Via). Нови пут је микс речи Тони Блеровог „Трећег пута“ и „Новог центра“ Герхарда Шредера. Запатеро је победио са веома малом разликом свог противника Хосеа Боноа на унутарстраначким изборима 22. јула 2000. године.